# Enarthrobius bullifer
Enarthrobius bullifer är en mångfotingart som beskrevs av Chamberlin 1926. Enarthrobius bullifer ingår i släktet Enarthrobius och familjen stenkrypare. Inga underarter finns listade i Catalogue of Life.